# Ádám Juhász
Ádám Juhász (* 6. Juni 1996 in Debrecen) ist ein ungarischer Handballspieler.

## Karriere

### Verein
Ádám Juhász lernte das Handballspielen bei Debreceni SC-SI, mit dem er 2009, 2011 und 2012 die ungarische Jugendmeisterschaft. Ab  der Saison 2012/13 stand der 1,89 m große mittlere Rückraumspieler beim ungarischen Erstligisten Grundfos Tatabánya KC unter Vertrag. In den Jahren 2014 und 2015 wurde Juhász zu Ungarns Jugendhandballer des Jahres gewählt. Mit Tatabánya belegte er zwischen 2015 und 2021 sechsmal den dritten Platz in der heimischen K&H Liga. Zudem nahm er ab der Saison 2014/15 jedes Jahr am EHF-Pokal bzw. ab 2020/21 an der neuen EHF European League teil. In den Spielzeiten 2016/17 und 2018/19 drang man bis ins Viertelfinale vor. Im Saisoneröffnungsspiel 2019 zog er sich einen Kreuzbandriss zu, der ihn für ein Jahr außer Gefecht setzte. Nach der Saison 2021/22 verließ der Mannschaftskapitän Tatabánya und schloss sich dem portugiesischen Erstligisten Benfica Lissabon an. Mit Benfica gewann er 2022 den portugiesischen Supercup.

### Nationalmannschaft
Mit der ungarischen Jugendnationalmannschaft gewann Juhász bei der U-18-Europameisterschaft 2014 die Silbermedaille. Zusätzlich wurde er zum besten Spieler (MVP) des Turniers gewählt.
Mit der ungarischen A-Nationalmannschaft belegte der Rückraumspieler bei der Weltmeisterschaft 2017 den 7. Platz, bei der Europameisterschaft 2018 den 14. Platz und bei der Weltmeisterschaft 2019 den 10. Platz.
Bisher bestritt er 46 Länderspiele, in denen er 90 Tore erzielte.